# Mielęcin (gromada w powiecie wałeckim)
Mielęcin – dawna gromada, czyli najmniejsza jednostka podziału terytorialnego Polskiej Rzeczypospolitej Ludowej w latach 1954–1972.
Gromady, z gromadzkimi radami narodowymi (GRN) jako organami władzy najniższego stopnia na wsi, funkcjonowały od reformy reorganizującej administrację wiejską przeprowadzonej jesienią 1954 do momentu ich zniesienia z dniem 1 stycznia 1973, tym samym wypierając organizację gminną w latach 1954–1972.
Gromadę Mielęcin z siedzibą GRN w Mielęcinie utworzono – jako jedną z 8759 gromad na obszarze Polski – w powiecie wałeckim w woj. koszalińskim na mocy uchwały nr 43/54 WRN w Koszalinie z dnia 5 października 1954. W skład jednostki weszły obszary dotychczasowych gromad Mielęcin, Miłogoszcz, Rusinowo i Wołowe Lasy ze zniesionej gminy Mielęcin oraz obszar dotychczasowej  gromady Bukowo ze zniesionej gminy Trzebin w tymże powiecie. Dla gromady ustalono 14 członków gromadzkiej rady narodowej.
31 grudnia 1959 do gromady Mielęcin włączono wieś Dzikowo ze zniesionej gromady Gostomia w tymże powiecie.
31 grudnia 1968 do gromady Mielęcin włączono wsie Prusinowo i Prusinówko ze zniesionej gromady Strączno w tymże powiecie.
31 grudnia 1971 z gromady Mielęcin wyłączono: a) wsie Dzikowo i Prusinowo Wałeckie, włączając je do gromady Różewo z siedzibą w mieście Wałczu; b) wsie Miłogoszcz i Rusinowo, włączając je do gromady Tuczno – w tymże powiecie, po czym gromadę Mielęcin zniesiono, a jej (pozostały) obszar włączono do gromady Człopa tamże.